# Estació dels Banys de Toès

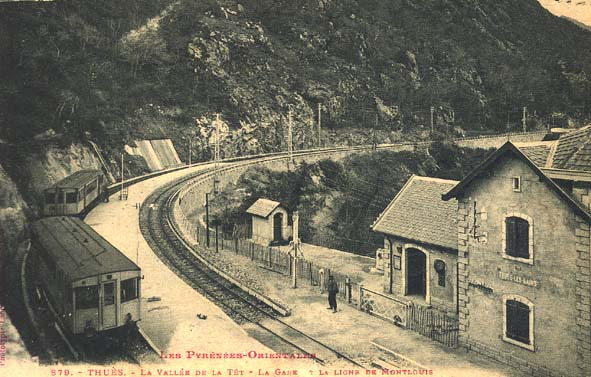
Foto del 1910

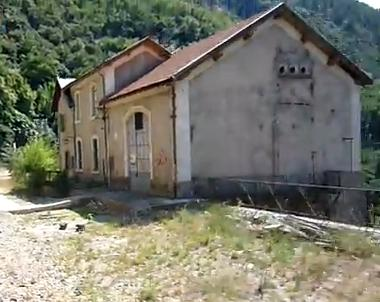
Fotografia actual

L'Estació dels Banys de Toès (oficialment en francès Thuès-les-Bains) és una estació de ferrocarril de la línia del tren groc situada en el terme comunal de Nyer, a la comarca del Conflent, a la Catalunya del Nord.
Tot i que serveix per a l'establiment termal dels Banys de Toès, és dins del terme veí de Nyer.
| Procedència/Destinació                  | <    | Línia     | >              | Procedència/Destinació    |
| --------------------------------------- | ---- | --------- | -------------- | ------------------------- |
| : Transport express régional            |      |           |                |                           |
| Vilafranca de Conflent - Vernet - Fullà | Nyer | Tren groc | Toès - Carançà | La Tor de Querol - Enveig |